# پری‌یوش گنجی
پری‌یوش گنجی، نقاش و استاد دانشگاه ایرانی است. وی در هنرستان هنرهای زیبای ایران، دانشکده هنر سنت مارتین لندن، بوزار فرانسه و در آلمان درس خوانده، او اولین هنرمند ایرانی است که بورس تحقیقات تطبیقی هنر یونسکو را گرفته و به بررسی نقوش ایرانی، به‌ویژه دوران ساسانی روی کیمونوهای ژاپنی پرداخته است.

## زندگی
پری‌یوش گنجی (Pariyoush Ganji) در ۱۰ تیر ۱۳۲۴، در خانواده‌ای مهاجر در تبریز متولد شد. سه ساله بود که خانواده به تهران نقل مکان کردند. پدرش استاد طراحی و چاپ پارچه بود. او پس از آموختن اصول پایهٔ نقاشی در هنرستان هنرهای زیبای دختران «بهزاد» زیر نظر استاد نقاش رضا فروزی و استاد مینیاتور محمود فرشچیان فرا آموخت. او در همین زمان فنون طراحی و چاپ پارچه را زیر نظر پدرش آموخت.

او پس از گذراندن این آموزش‌ها در ایران، برای ادامهٔ آموزش به انگلستان سفر کرد و تحصیلات عالی را در رشتهٔ طراحی پارچه در دانشکده هنرهای همر اسمیت لندن ادامه داد. او پایان‌نامه تحصیلی خود را به موضوع کاشی‌های دورهٔ صفویهٔ اصفهان اختصاص داد.
پری‌یوش گنجی سپس مدتی به فعالیت در زمینهٔ چاپ پارچه در آلمان پرداخت و سپس دورهٔ آزاد دانشکدهٔ هنرهای زیبای پاریس را نیز سپری کرد. وی در بازگشت به ایران مدت کوتاهی با کانون پرورش فکری کودکان و نوجوانان همکاری داشت و سپس در دانشگاه هنر ایران و دانشگاه الزهرا به تدریس طراحی و چاپ پارچه سرگرم شد. او همچنین نمایندهٔ فرهنگی بنیاد ژاپن در ایران است.
گنجی در سال ۱۳۵۵ با مسعود خیام، نویسندهٔ ایرانی ازدواج کرد که حاصل این پیوند سه فرزند است.

## سبک هنری و آثار
نقاشی‌های پری یوش گنجی اغلب شامل پرتره، منظره، طبیعت بی جان، درخت، گل، زن، انسان بدون چهره، پنجره، آبستره، آب مرکب، آبی و قرمز است. در آثار او طی سالهای فعالیتش گرایش به سبک‌های آبستره و اکسپرسیونیسم دیده می‌شود.

پری یوش گنجی تا کنون  تعداد زیادی نمایشگاه در اروپا، ژاپن و ایران برگزار کرده است. بخشی از آثارش در کتاب چراغ رنگ گرد آوری شده. تعدادی از آثار وی نیز در کتابی تحت عنوان نقاشی‌های پری یوش گنجی انتشار یافته است.

## جوایز
در تاریخ ۱۲آبان ۱۳۹۴ نشان افتخار "خورشید تابان، انوار زرین همراه با روبان گردنی" را که به زبان ژاپنی " Kyokujitsu Chujyusho " خوانده می‌شود، از سوی دولت ژاپن دریافت کرد.